# 細谷資氏
細谷 資氏（ほそや すけうじ、1858年2月12日（安政4年12月29日） - 1944年（昭和19年）1月2日）は、日本の海軍軍人。海兵5期。最終階級は海軍少将。仁川沖海戦開戦時における第三艦隊第七戦隊司令官（少将）。海軍砲術学校砲術練習所長。

## 生涯
1858年2月12日（安政4年12月29日）、幕臣の細谷資重の長男として武蔵国豊島郡江戸八代洲河岸（現在の中央区八重洲）で生まれる。
日露戦争に参戦。
1918年12月29日に退役した。

## 親族
妻のつやは松代藩士横田数馬の娘で、大審院長の横田秀雄と政治家の小松謙次郎は義兄にあたる。
息子の資彦（次男）、資芳（三男）は海軍軍人。

## 栄典・授章・授賞
位階
- 1886年（明治19年）7月8日 - 正七位[3]
- 1891年（明治24年）12月16日 - 従六位[4]
- 1896年（明治29年）2月10日 - 正六位[5]
- 1898年（明治31年）3月8日 - 従五位[6]
- 1903年（明治36年）4月20日 - 正五位[7]
- 1907年（明治40年）3月11日 - 従四位[8]

勲章等
- 1892年（明治25年）5月28日 - 勲六等瑞宝章[9]
- 1895年（明治28年）5月15日 - 勲五等瑞宝章[10]
- 1895年（明治28年）
  - 9月27日 - 双光旭日章・功四級金鵄勲章[11]
  - 11月18日 - 明治二十七八年従軍記章[12]
- 1900年（明治33年）11月30日 - 勲四等瑞宝章[13]
- 1901年（明治34年）11月20日 - 勲三等瑞宝章[14]
- 1902年（明治35年）5月10日 - 明治三十三年従軍記章[15]
- 1906年（明治39年）4月1日 - 功三級金鵄勲章、勲二等旭日重光章、明治三十七八年従軍記章[16]
- 1940年（昭和15年）8月15日 - 紀元二千六百年祝典記念章[17]

## 艦長を務めた艦艇
- 千歳 (防護巡洋艦)
- 厳島 (防護巡洋艦)
- 平遠 (装甲巡洋艦)
- 浅間 (装甲巡洋艦)
- 筑波 (コルベット)